# Acacia conferta
Acacia conferta är en ärtväxtart som beskrevs av George Bentham. Acacia conferta ingår i släktet akacior, och familjen ärtväxter. Inga underarter finns listade i Catalogue of Life.